# Krumegg
Krumegg là một đô thị thuộc huyện Graz-Umgebung bang Steiermark, nước Áo. Đô thị Krumegg có diện tích 16,19 km², dân số thời điểm cuối năm 2005 là 1412 người.